# Винфилд, Дэвид Уилки
Дэвид Уилки Винфилд (англ. David Wilkie Wynfield; 1837—1887) — английский фотограф и художник.

## Биография
Назван в честь художника Дейвида Уилки. Родился в Индии, родители хотели чтобы он избрал путь духовенства, но Дэвид выбрал путь искусства. В 1850-е годы учился в Художественной школе Ли, а его первую картину приняли в Королевской академии художеств в 1859.
Первоначально был связан с группой художников под названием «St. John’s Wood Clique», которые писали картины на исторические темы. Винфилда особо влекла Европа Средневековья и эпохи Возрождения.
В 1860-е увлёкся фотографией. Он разработал технику мелкой глубины резкости для портретных снимков, которую передал Джулии Камерон, она же позже признавалась, что это открытие оказало на неё основное влияние. Многие фотографии Винфилда изображают членов его группы и их друзей в маскарадных костюмах. Сочетание мягкого фокуса, крупного плана, широкоформатной печати и исторической одежды создало новый оригинальный стиль в фотографическом искусстве того времени.

## Галерея

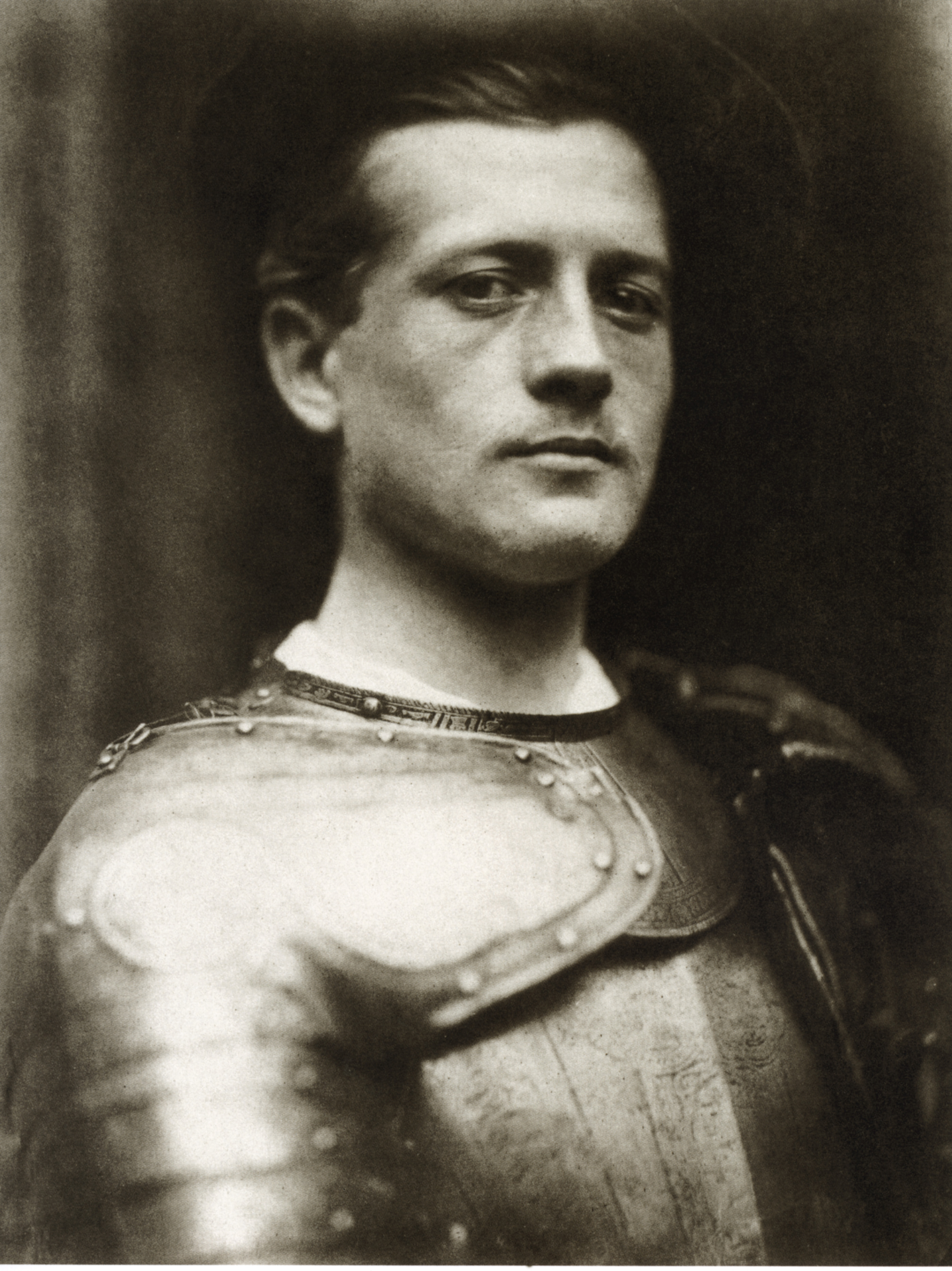
Портрет неизвестного в доспехе
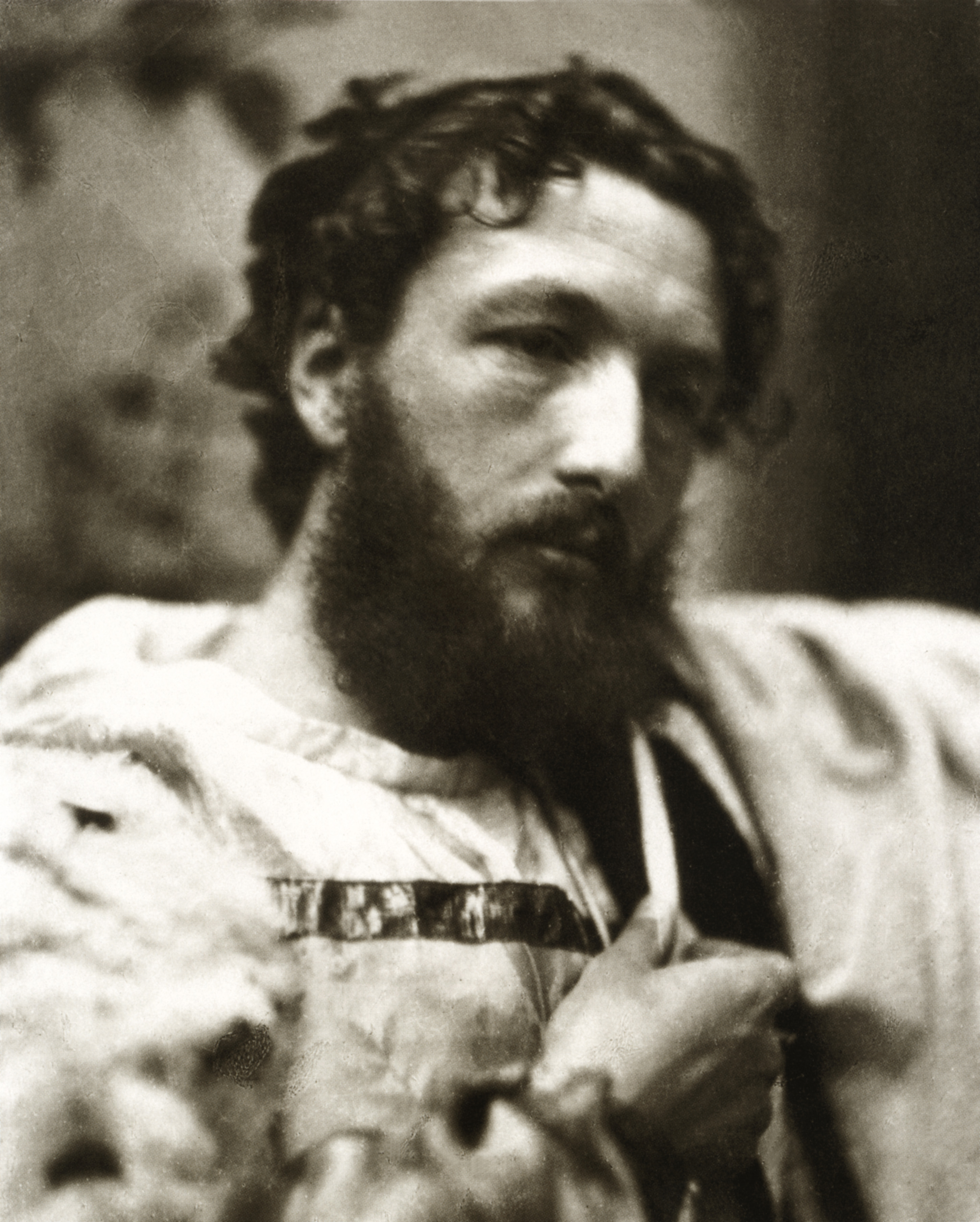
Портрет Фредерика Лейтона
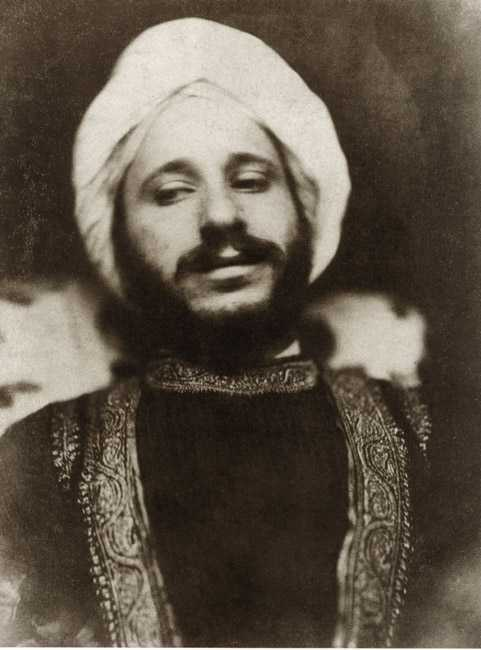
Портрет Симеона Соломона